# László Attila (régész)
László Attila, álneve Sepsi Attila. (Sepsiszentgyörgy, 1940. december 27. –) régész, a történettudomány doktora, a Magyar Tudományos Akadémia külső tagja. László Zoltán újságíró (1912–1944) fia, László Ferenc régész (1873–1925) unokája. Felesége Zathureczky Zsófia biológus.

## Életútja
A nagyváradi Klasszikus Magyar Vegyes Líceumban érettségizett (1957), a Babeș–Bolyai Tudományegyetemen szerzett történelemtanári diplomát (1962). Pályáját itt kezdte az egyetemen, majd 1971-től előadótanár a iaşi-i Al. I. Cuza Egyetem történeti tanszékén. A történettudomány doktora (1986), a kar tanácsának tudományos titkára (1990). A Babeş-Bolyai Egyetem történelem-filozófia karán az 1990–91-es tanévtől a korábban két főre lefogyatkozott magyar csoportnak egyetemes ókori történelmet s az egész I. évfolyamnak általános őstörténetet adott elő. 2025-ben a Magyar Tudományos Akadémia külső tagjává választották.
Első írása a hun korszak mongóliai magyar tanulmányozását ismertette (1963). Dolgozatait a iaşi-i egyetem történeti évkönyvei, az Arheologia Moldovei, Studii şi Cercetări de Istorie Veche şi Arheologie-Iaşi, Memoria Antiquitatis (Piatra Neamţ), Aluta, Korunk, A Hét, TETT, A Hét Évkönyve, Magyarországon az Acta Archeologica Hungarica, valamint más szakkiadványok közölték. Szakmai tárgyköréből kiemelkednek a kőkorszak gazdasági forradalmáról, a neolitkori építkezésről és a kerámia, a vasműveltség legkorábbi nyomairól Romániában, a moldvai "kelta" felfedezésekről írt tanulmányai. Közlése a Korunkban László Ferenc régész levelezéséből az angol V. Gordon Childe (1974/3) és a román Vasile Pârvan (1979/1–2) régészekkel forrásértékű. Gondozásában és előszavával jelent meg László Ferenc írásainak Táj és tudomány c. gyűjteménye (1978).
Heinrich Schliemann német és Torma Zsófia magyar régészek emlékének szentelte Trója és az európai őstörténeti kutatás XIX. századi és XX. század eleji munkálatairól szóló dolgozatát, mely a Szatmár–Nagykároly helyjelzéssel megjelenő Symposia Thracologica 1990-es kötetében látott napvilágot. Hasonló tárgykörű további tanulmányai közül kiemelkedik a Maros menti tordosi őskori telepet feldolgozó és a trójai kultúrával kapcsolatba hozó Torma Zsófia úttörő munkájának francia nyelvű értékelése egy karánsebesi régészeti konferencia alkalmából megjelent kiadványban (Colloque International Vinca, 1991).
Fordította, szó- és névmagyarázattal látta el Ligia Bârzu A román nép anyagi és szellemi műveltségének folytonossága az egykori Dacia területén (1981) és Alexandru Popescu A géta-dák kultúra (1987) c. munkáját, utóbbihoz függeléket csatolva a görög és latin forrásokról. Kéziratban készen áll Keltezés a régészetben. A radio-karbon módszer c. kötete.